# Chryseuscelus vittaticollis
Chryseuscelus vittaticollis es una especie de coleóptero de la familia Attelabidae.

## Distribución geográfica
Habita en Brasil.